# Krasnaja zwiezda
„Krasnaja zwiezda” (ros. Красная звезда, w tłumaczeniu „czerwona gwiazda”) – radziecka i rosyjska gazeta codzienna założona 1 stycznia 1924 roku, oficjalny organ prasowy Ministerstwa Obrony ZSRR, a od 1992 roku Ministerstwa Obrony Federacji Rosyjskiej- Gazeta Sił Zbrojnych Federacji Rosyjskiej. 
W ciągu swojej historii gazeta została odznaczona Orderem Lenina, Orderem Rewolucji Październikowej, Orderem Czerwonego Sztandaru i Orderem Czerwonej Gwiazdy.